# Aciotis rubricaulis
Aciotis rubricaulis är en tvåhjärtbladig växtart som först beskrevs av Carl Friedrich Philipp von Martius och Dc., och fick sitt nu gällande namn av José Jéronimo Triana. Aciotis rubricaulis ingår i släktet Aciotis och familjen Melastomataceae. IUCN kategoriserar arten globalt som sårbar. Inga underarter finns listade i Catalogue of Life.

## Bildgalleri

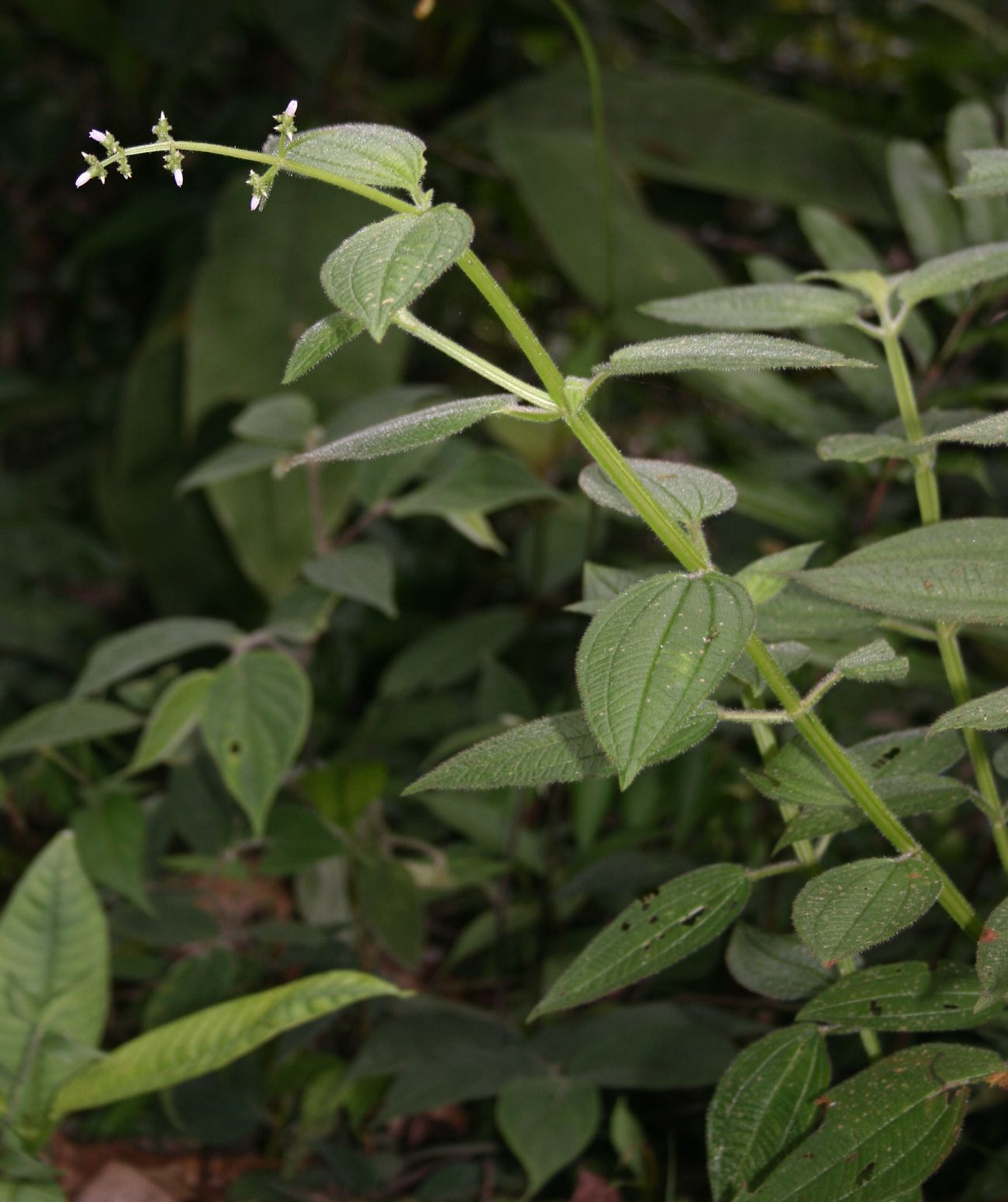
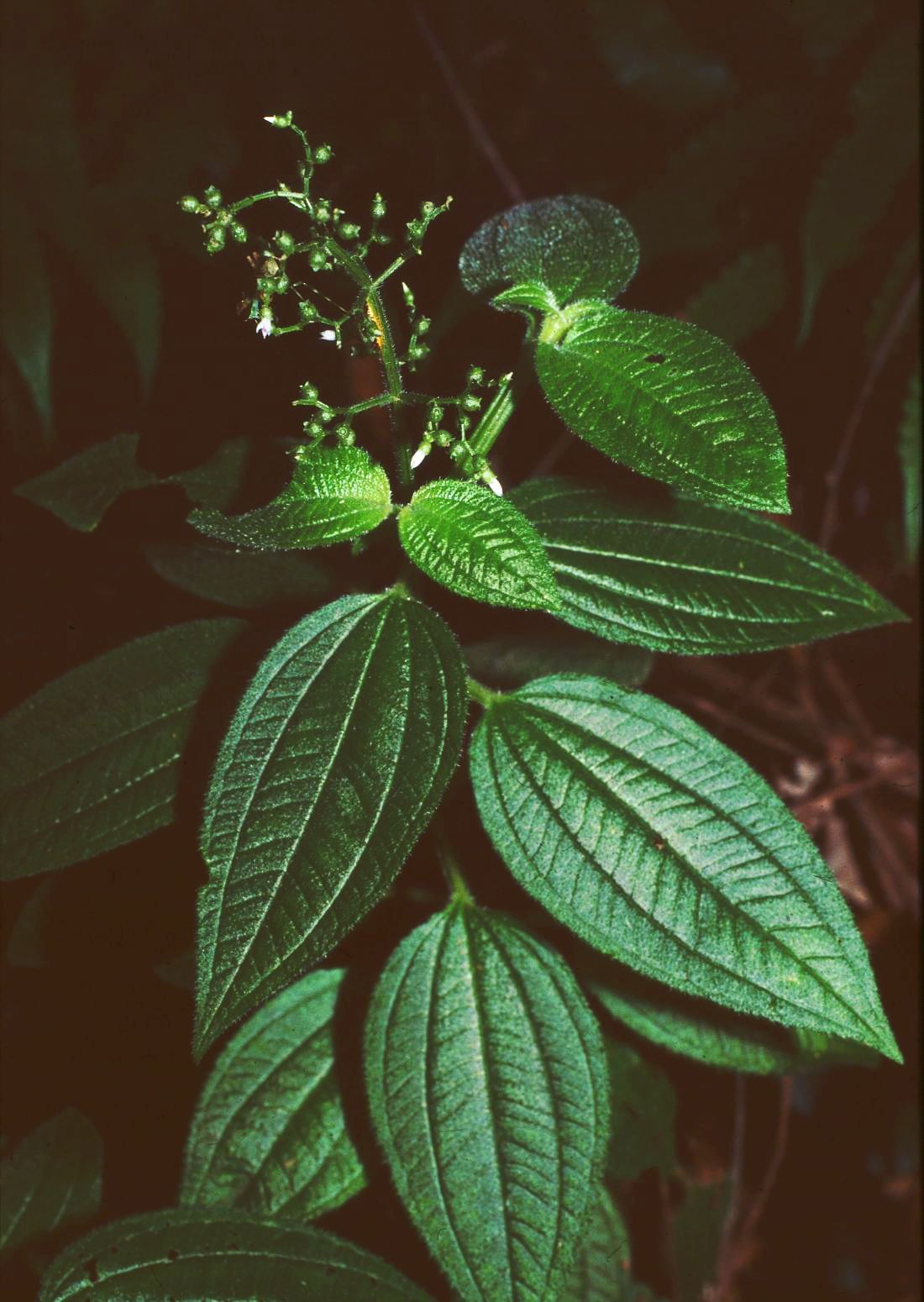